# Cittamātra
Cittamātra (sprich „chittamaatra“) bedeutet „Nur Geist“ auf Sanskrit und bezeichnet eine spezielle Doktrin im indischen Buddhismus, der zufolge alle Dinge (Sanskrit: artha) rein mental, „nur Geist“ sind.
Der Begriff cittamātra wird auch als Schulbezeichnung für die Yogācāra-Tradition oder die Bewusstseinslehre Vijñānavāda, des indischen Buddhismus bezeichnet.
Es vertreten zwar nicht alle Traktate, die der Yogācāra-Tradition zugerechnet werden, die cittamātra-Lehre, aber andererseits ist sie außerhalb dieser Lehrtradition in Reinform nicht aufzufinden.